# (37630) Thomasmore
« Thomasmore » redirige ici. Ne pas confondre avec Thomas More.
(37630) Thomasmore est un astéroïde de la ceinture principale.

## Description
(37630) Thomasmore est un astéroïde de la ceinture principale, découvert le 9 octobre 1993 à l'observatoire de La Silla par Eric Walter Elst. Il présente une orbite caractérisée par un demi-grand axe de 2,23 ua, une excentricité de 0,18 et une inclinaison de 5,1° par rapport à l'écliptique.
Il est nommé d'après Thomas More (1478-1535), un juriste, historien, philosophe, humaniste, théologien et homme politique anglais.

## Compléments